# Michael O'Moore Creagh
El major general Sir Michael O'Moore Creagh, KBE, MC (16 de maig de 1892 - 14 de desembre de 1970) va ser un oficial de l'exèrcit britànic que va servir a les dues guerres mundials. Va comandar la 7a Divisió Cuirassada, les Rates del Desert, entre 1939 i 1941.

## Primera Guerra Mundial
Creagh era fill de O'Moore Creagh, un receptor de la Creu Victòria i oficial de l'exèrcit indi britànic, i la seva segona esposa Elizabeth. Educat al Wellington College, va ingressar al Royal Military College, Sandhurst, i després va ser destinat al 7th (Queen's Own) Hussars el 1911.
Al final de la Primera Guerra Mundial, Creagh havia servit com a ajudant de camp del comandant de la divisió Home Forces (1914–15), com a capità d'estat major a França (1917–18) i com a major de brigada (1918–19).
Creagh es va quedar a l'exèrcit després de la guerra, assistint al Staff College de Camberley de 1924 a 1925, i va comandar els 15th/19th The King's Royal Hussars de 1934 a 1938.

## Segona Guerra Mundial
El 4 de desembre de 1939, tres mesos després de l'esclat de la Segona Guerra Mundial, Creagh es va fer càrrec de la Divisió Mòbil (Egipte) estacionada a la frontera egípcia, succeint al Comandant Ceneral original (GOC), el major general Percy Hobart, que va ser retirat pel general Sir Archibald Wavell. Al febrer de 1940, la formació va ser rebatejada com a 7a Divisió Cuirassada i el mandat de Creagh al comandament d'aquesta divisió va ser el més llarg de qualsevol dels seus GOC.

### Sidi Barrani
Creagh va liderar la 7a Divisió Cuirassada en els seus primers triomfs contra els italians després que aquests entressin a la guerra el 10 de juny de 1940. Sota el general Mario Berti, el Desè Exèrcit italià va envair Egipte i va avançar 95 km. fins a Sidi Barrani, on es van aturar. Va ser aquí on la 7a Divisió Cuirassada de Creagh va lliurar la seva primera batalla important en el contraatac de l'Operació Compass el 8 de desembre, unint-se a la 4a Divisió índia a la Força del Desert Occidental per fer l'atac. Com a resultat, els italians van ser expulsats ràpidament a Cirenaica, la província oriental del seu territori colonial, Líbia.

### Bardia i Tobruk
El petit port de Bardia va caure en l'avanç de les forces britàniques, australianes i índies de la Força del Desert Occidental sota el comandament del general Sir Richard O'Connor, seguit quan va arribar l'any nou de 1941, per Tobruk mentre els italians es van retirar per la Via Balbia., la carretera costanera asfaltada que anava a Bengasi i Trípoli. Aquesta era la meitat superior d'un semicercle que envoltava el Jàbal al-Akhdar, la línia recta inferior del semicercle estava formada per un desert escampat de roques, un territori poc prometedor per a unitats militars blindades i mecanitzades com la 7a Divisió Cuirassada.

### Beda Fomm
La divisió de Creagh havia de viatjar per Mechili, Msus i Antelat (la part inferior del semicercle), mentre que la 6a Divisió australiana perseguia el Desè Exèrcit italià en retirada al llarg de la carretera costanera al voltant de les muntanyes del Jàbal al-Akhdar al nord (la corba del semicercle). El terreny dessertic era difícil per als tancs, i Creagh va prendre la decisió audaç d'enviar una columna volant, batejada com Combeforce, al sud-oest a través del desert de Líbi pràcticament sense cartografiar. la Força Combe, sota el seu homònim el tinent coronel John Combe de l'11è hússars, estava formada estava formada per un esquadró de vehicles blindats de l'11è Hússars, l'esquadró B del 1r de Dragons de la Guàrdia del Rei, la bateria C de la Royal Horse Artillery (RHA), nou canons antitanc Bofors de 37 mm portée (portats a la part posterior d'un camió, capaços de ser disparats sense descarregar-los) del 106è (Lancashire Hussars) Regiment Antitanc (RHA) i el 2n Batalló de la Brigada de Fusellers amb un total d'uns 2.000 homes. El 5 de febrer, Combe Force va aconseguir tallar els italians a Sidi Saleh i Beda Fomm. La petita força va retenir els italians el temps suficient com per que arribessin els tancs de la 4a Brigada el 6 de febrer. La major part del Desè Exèrcit es va rendir l'endemà com a resultat d'aquest bloqueig reeixit del seu camí.
El març de 1941 Creagh va ser nomenat Cavaller Comandant de l'Ordre de l'Imperi Britànic (KBE).
El 3 de setembre de 1941 va ser rellevat com a comandant de la divisió pel general William Gott després del costós fracàs de l'operació Battleaxe. Creagh va comandar el 3 grup blindat des de 1941 i el districte de Hampshire i Dorset des de 1942 abans de retirar-se el 1944.
Quan es va jubilar, Creagh va treballar per a l'Administració de Rehabilitació i Socors de les Nacions Unides.